# Mount Fagan
Mount Fagan är ett berg i Sydgeorgien och Sydsandwichöarna (Storbritannien). Det ligger i den nordvästra delen av Sydgeorgien och Sydsandwichöarna. Toppen på Mount Fagan är 904 meter över havet.
Terrängen runt Mount Fagan är huvudsakligen kuperad, men västerut är den bergig.  Trakten runt Mount Fagan är nära nog obefolkad, med mindre än två invånare per kvadratkilometer. Det finns inga samhällen i närheten. Trakten runt Mount Fagan är permanent täckt av is och snö.